# Muzeum Współczesne Wrocław
Muzeum Współczesne Wrocław (MWW) – muzeum sztuki współczesnej we Wrocławiu, działające jako gminna instytucja kultury pod bezpośrednim nadzorem Prezydenta Wrocławia, otwarte 2 września 2011 roku.
Muzeum ma na celu wystawianie, popularyzowanie i gromadzenie zbiorów sztuki współczesnej i sztuki wrocławskiej II połowy XX wieku. Koncentruje się także na edukacji i programach społecznych skierowanych do mieszkańców Wrocławia.
Jest jedynym muzeum w Polsce mieszczącym się w naziemnym schronie przeciwlotniczym, stąd nazywane jest „schronem dla sztuki”. Schron został wybudowany w 1942 roku według projektu architekta, Richarda Konwiarza i był przeznaczony dla ludności cywilnej do ochrony przed nalotami. Mieści się na osiedlu Szczepin przy Placu Strzegomskim. 
Obok Muzeum Współczesnego na Placu Strzegomskim znajduje się instalacja autorstwa Andrzeja Jarodzkiego pt. „Pociąg do nieba” z 2010 roku, będąca największą rzeźbą w Polsce. Instalacja składa się z torów, podkładów kolejowych i parowozu typu Ty2-1035 z 1944 roku, pędzącego w kierunku nieba. 

## Historia
W 2004 roku w ramach programu ministerialnego „Znaki Czasu” powołano Dolnośląskie Towarzystwo Zachęty Sztuk Pięknych, którego celem miało być zbudowanie kolekcji i centrum sztuki współczesnej. W 2007 roku koncepcja programowa i misja muzeum, wraz z jego nazwą „Współczesne Wrocław” zostały opracowane przez Dorotę Monkiewicz i Piotra Krajewskiego. Ówczesny prezydent Wrocławia, Rafał Dutkiewicz powołał zespół MWW, pod przewodnictwem Karoliny Szafraniec. Główna idea oparta była na projekcie Muzeum Sztuki Aktualnej Jerzego Ludwińskiego. W 2008 roku rozpisano konkurs architektoniczny na projekt siedziby instytucji, zaś w 2009 roku pojawił się pomysł tymczasowego osadzenia jej w schronie przy pl. Strzegomskim.
Muzeum Współczesne Wrocław (w skrócie MWW) zostało oficjalnie powołane w dniu 10 lutego 2011 roku i prowadzi działalność na podstawie statutu nadanego przez Radę Miejską Wrocławia. Otwarcie muzeum zainaugurowała wystawa Zbigniewa Gostomskiego pt. „Zaczyna się we Wrocławiu” oraz piknik skierowany do mieszkańców Wrocławia.
W 2016 roku Urząd Miejski Wrocławia nie przedłużył Monkiewicz kontraktu, co wywołało kontrowersje w środowisku artystycznym miasta i zawiązanie petycji w jej obronie, a także pytania o polityczne przyczyny owej decyzji. Chociaż założycielka Muzeum wystartowała w konkursie na nowego dyrektora, ostatecznie został nim dr Andrzej Jarosz, wykładowca w Instytucie Historii Sztuki Uniwersytetu Wrocławskiego. Po jego nagłej śmierci w grudniu 2019 roku, funkcję dyrektora Muzeum przejął historyk sztuki Piotr Lisowski. 16 stycznia 2021 roku stanowisko dyrektorki objęła dr Sylwia Świsłocka-Karwot.

## Misja i założenia programowe

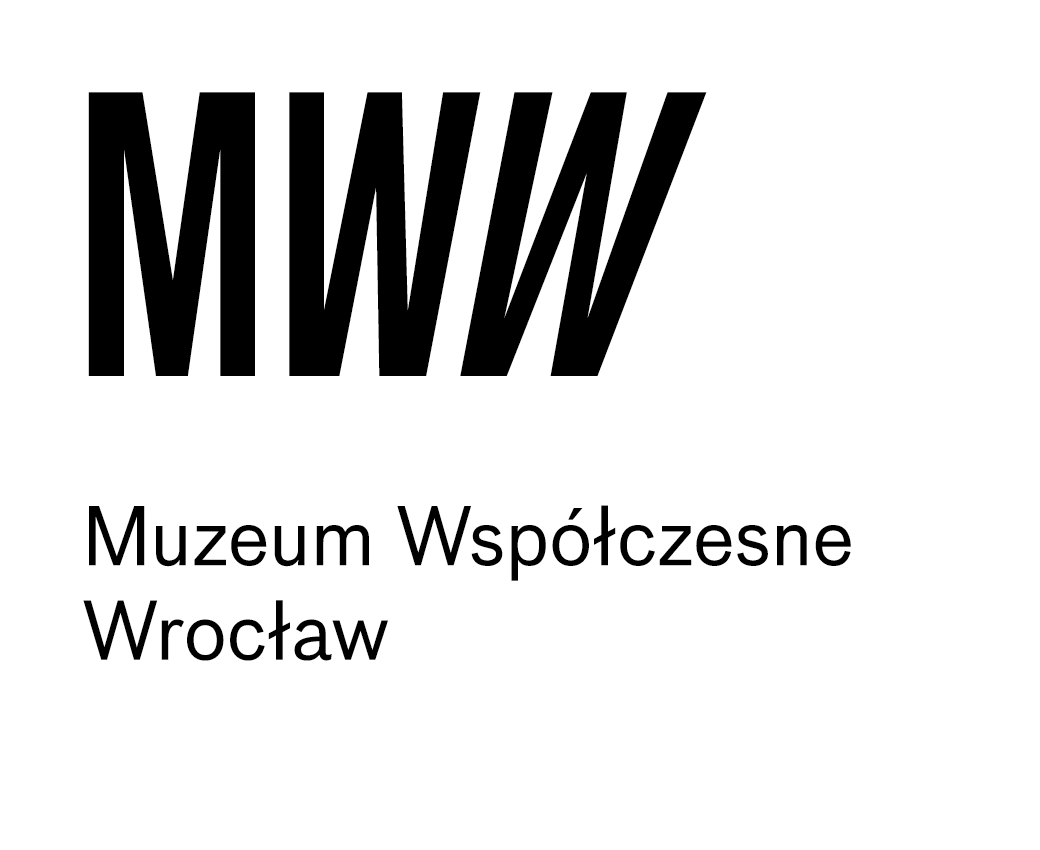
Logo MWW

Misją MWW jest rozwijanie relacji społecznych wobec sztuki współczesnej, budowanych dzięki działalności wystawienniczej, edukacyjnej, powiększaniu kolekcji oraz stwarzaniu przyjaznych warunków uczestnictwa w sztuce. Atrakcyjne i współczesne sposoby prezentacji są skierowane do zróżnicowanych wiekowo i społecznie grup. Równorzędnym do przestrzeni wystawienniczej, jest przestrzeń komunikacyjna, pozwalająca na kontakt i integrację społeczności. Praca nad współczesnością jest wyróżnikiem tej koncepcji. Idea oparcia instytucji Muzeum Współczesnego Wrocław na koncepcji Muzeum Sztuki Aktualnej we Wrocławiu Jerzego Ludwińskiego z 1966 roku kontynuuje pomysł stworzenia miejsca będącego katalizatorem współczesnych tendencji i postaw w sztuce. Jak twierdziła pierwsza dyrektorka instytucji, Dorota Monkiewicz:
Chcemy opowiadać o Wrocławiu poprzez sztukę, a nie prezentować sztukę Wrocławia. Jesteśmy lokalni i jesteśmy z tego dumni.
W nazwie muzeum świadomie pominięto słowo „sztuka”, rozszerzając tematykę podejmowanych przez instytucję działań na różnorodne dziedziny kulturalne i społeczne. Otwarcie na projekty naukowe jak i społeczne stawia Muzeum niejako w opozycji do tradycji muzealnej, skoncentrowanej na ekspozycji konkretnych dzieł (por. otwarty parę lat po MWW Pawilon Czterech Kopuł). Jak wyjaśnia Monkiewicz, sama pochodząca z Warszawy, „współczesność” odnosić się ma także do samego Wrocławia i jego tożsamości,:
Kiedy zaczęłam tu przyjeżdżać, miałam taki obraz miasta: modernizujące, dynamiczne, takie, które prze do przodu, ku przyszłości. Wrocław ma problem z tożsamością – żeby ją kształtować, musi wybiegać w przyszłość.
Program wystawienniczy MWW koncentruje się więc na promowaniu oraz popularyzowaniu lokalnych, progresywnych i najnowszych zjawisk sztuki współczesnej. Muzeum w koncepcji programowej odwołuje się do tradycji konceptualnej, akcjonizmu, „strukturalistów” wrocławskich, foto-medializmu, performansu i pogranicza teatru, dolnośląskiej tradycji sztuk stosowanych oraz wrocławskiej tradycji muzealnej. Zmiana dyrektora w 2016 roku nie zmieniła zasadniczo formuły samej instytucji, chociaż obawiano się prowincjonalizacji muzeum. Nowy dyrektor, Andrzej Jarosz, podkreślał swoją apolityczność i apartyjność, mówiąc:
Należy dbać też o to, by instytucja wywiązywała się z nałożonego nań obowiązku pluralizmu – stworzenia przyjaznego miejsca spotkań, przestrzeni mediacji pomiędzy różnymi orientacjami politycznymi, estetycznymi czy filozoficznymi.

## Kolekcje

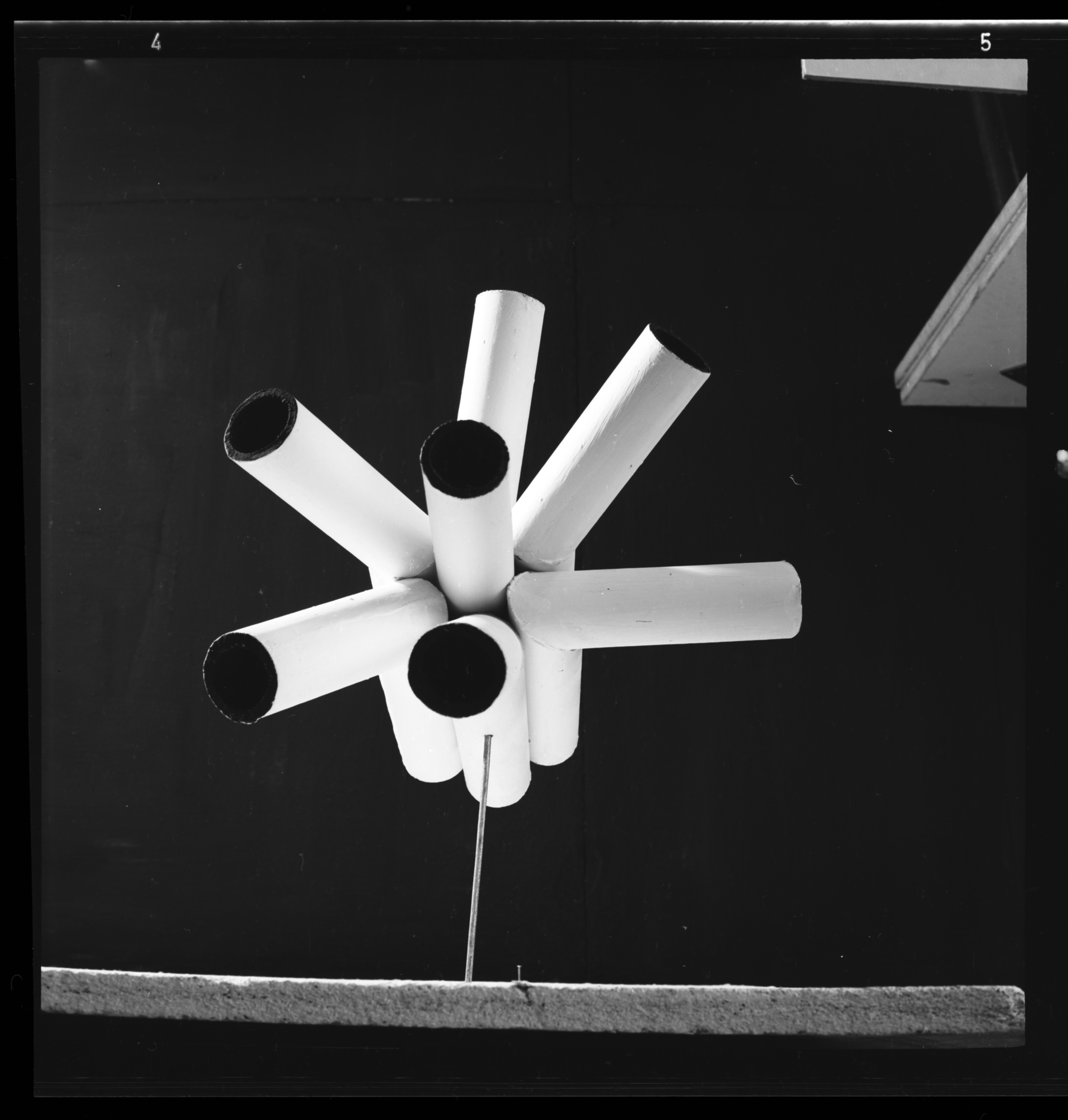
Kompendium, Zbigniew Dłubak, Natalia Lach-Lachowicz, Andrzej Lachowicz, archiwum Sympozjum Plastycznego Wrocław '70

Forma przestrzenna bez tytułu, Marian Bogusz, Krzysztof Coriolan, Henryk Gała, archiwum Sympozjum Plastycznego Wrocław '70

Kolekcja MWW tworzona jest od 2011 roku. Jej stan w 2019 roku wynosił 318 obiektów artystów wrocławskich, polskich i z zagranicy. Jej koncepcja opiera się na dziedzictwie Jerzego Ludwińskiego, jego łączeniu konceptualnej praktyki artystycznej z debatą społeczną. Jak pisał Piotr Lisowski, kurator i pełniący funkcję dyrektora:
Ambicją Muzeum jest nie tylko prezentowanie najważniejszych zjawisk z zakresu sztuk wizualnych ostatnich dekad, ale także ustosunkowanie się do najistotniejszych problemów współczesności: tożsamości jednostkowej i narodowej, ochrony dziedzictwa kulturowego, konfliktów społecznych, przemian geopolitycznych, wykluczenia i nierówności ekonomicznych.
W kolekcji MWW znajdują się prace m.in. Carolee Schneemann, Karola Radziszewskiego, Anny Molskiej, Huberta Czeperoka, Stanisława Dróżdża, Michała Diamenta, Włodzimierza Borowskiego, Wandy Gołkowskiej, Dory Maurer, Allana Sekuli czy Alicji Kwade. Szczególny nacisk kładziony jest również na artystów neoawangardy wrocławskiej (Jan Chwałczyk, Natalia LL). Główne linie programowe zbiorów muzeum to:
- Archiwum Jerzego Ludwińskiego
- Tożsamość
- Obecne/nieobecne
- Sztuka krajów Grupy Wyszehradzkiej

Ponadto w zbiorach Muzeum wyróżnione zostały Archiwa Stanisława Dróżdża, Galerii pod Moną Lisą, Sympozjum Plastycznego Wrocław '70 i Pleneru Ziemi Zgorzeleckiej z 1971 roku.

### Archiwum Jerzego Ludwińskiego
Stała przestrzeń ekspozycyjno-badawcza, łącząca w sobie elementy wystawy, archiwum i magazynu sztuki. Ta potrójna struktura podporządkowana jest głównej roli Archiwum jaką stanowi ukazanie intelektualnej spuścizny Jerzego Ludwińskiego i jego znaczenia dla kształtowania się wrocławskiej oraz polskiej sceny artystycznej przełomu lat 60. i 70. XX wieku. Bazując na wyborze prac artystycznych i materiałów archiwalnych, zgromadzonych przez Dolnośląskie Towarzystwo Zachęty Sztuk Pięknych i Muzeum Współczesne Wrocław, Archiwum pozostaje miejscem odzwierciedlającym proces poszukiwania tożsamości instytucji na polu sztuki awangardowej.

### Kolekcja Zachęty
W zbiorach MWW znajduje się także depozyt kolekcji Dolnośląskiego Towarzystwa Zachęty Sztuk Pięknych, która w swoich zbiorach posiada prace artystów związanych z polskim neoawangardowym środowiskiem artystycznym oraz dzieła polskiej sztuki współczesnej. Kolekcja ta koncentruje się na gromadzeniu prac właściwych dla tradycji artystycznych Wrocławia m.in. ruchu sensybilistów z lat 50., wrocławskiego środowiska sztuki konceptualnej z lat 60. i 70. oraz zjawisk artystycznych związanych z ruchami wolnościowymi lat 80. i przemianami początku lat 90. oraz nowych zjawisk sztuki współczesnej. W zbiorach DTZSP znajdują się m.in. prace artystów: Andrzeja Lachowicza, Natalii LL, Stanisława Dróżdża, Zdzisława Jurkiewicza, Marii Michałowskiej, Wandy Gołkowskiej, Zygmunta Rytki, Józefa Robakowskiego, Jerzego Truszkowskiego, Andrzeja Dudka-Dürera, Grupy Luxus, Laury Paweli, Valie Export, Grupy Sędzia Główny, Mirosława Bałki.

## Działalność z publicznością

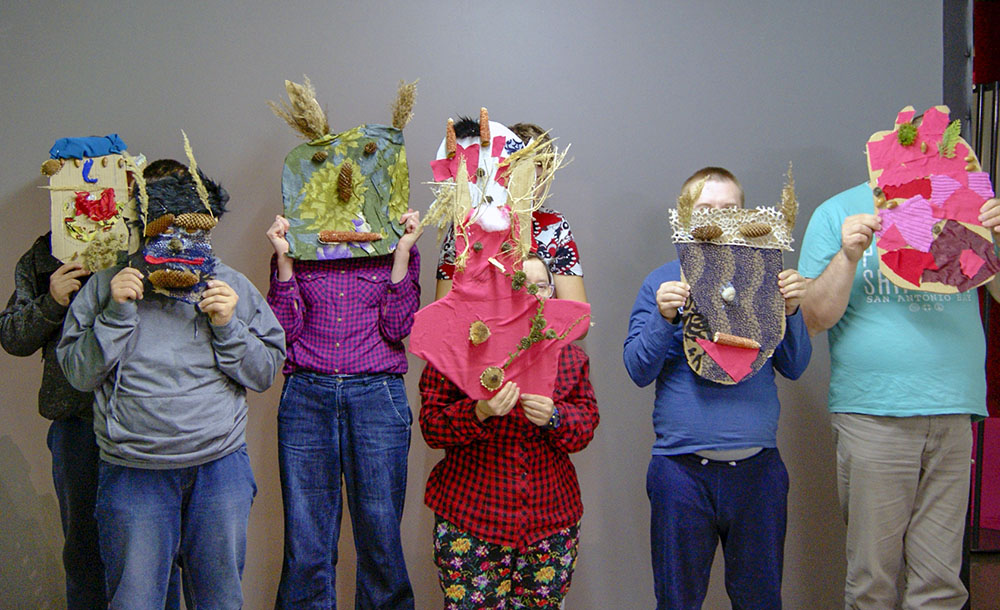
Warsztaty z cyklu Rozrusznik bez barier, kwiecień 2019

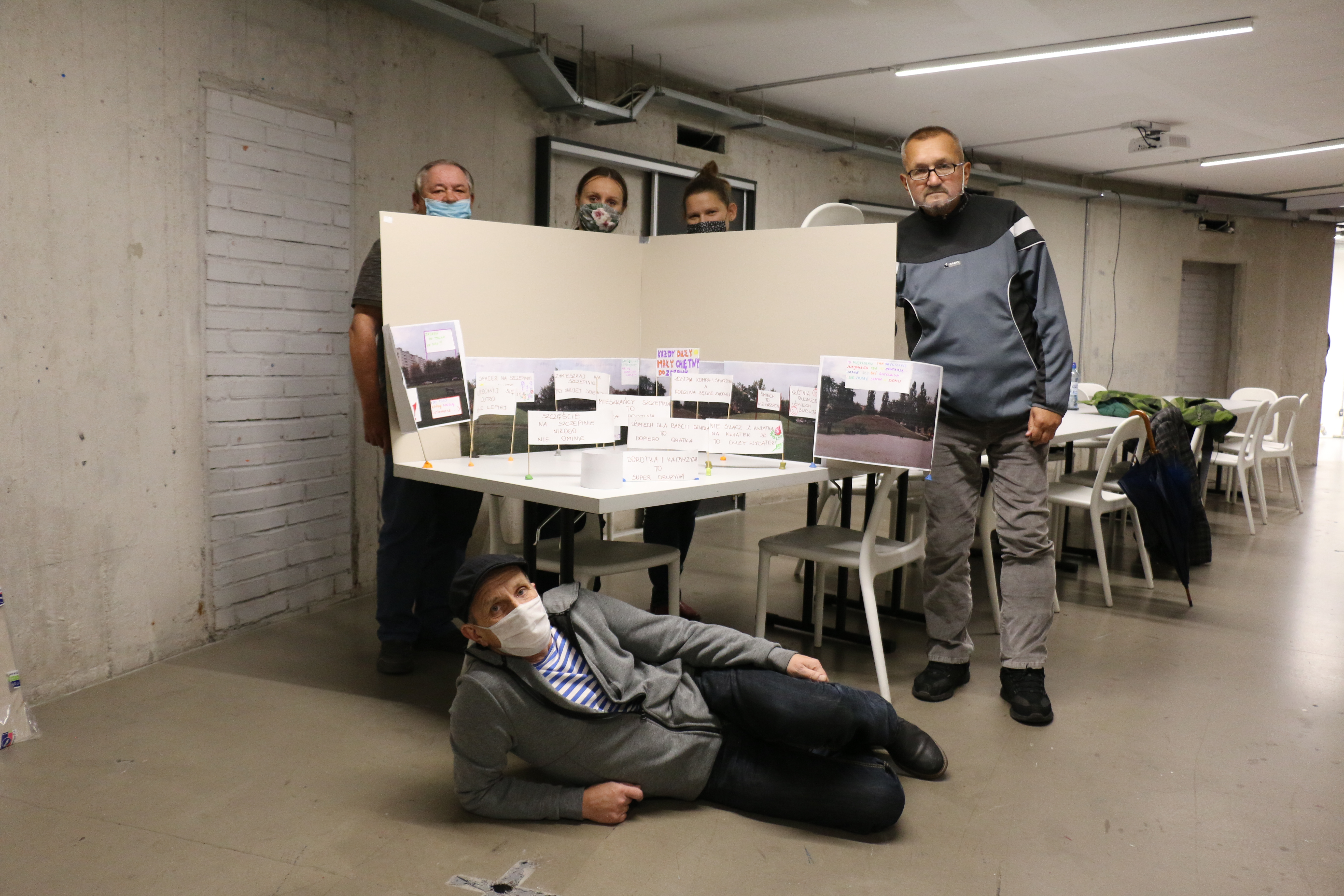
Szczepin bezpieczny, warsztaty z Jerzym Kosałką, październik 2020

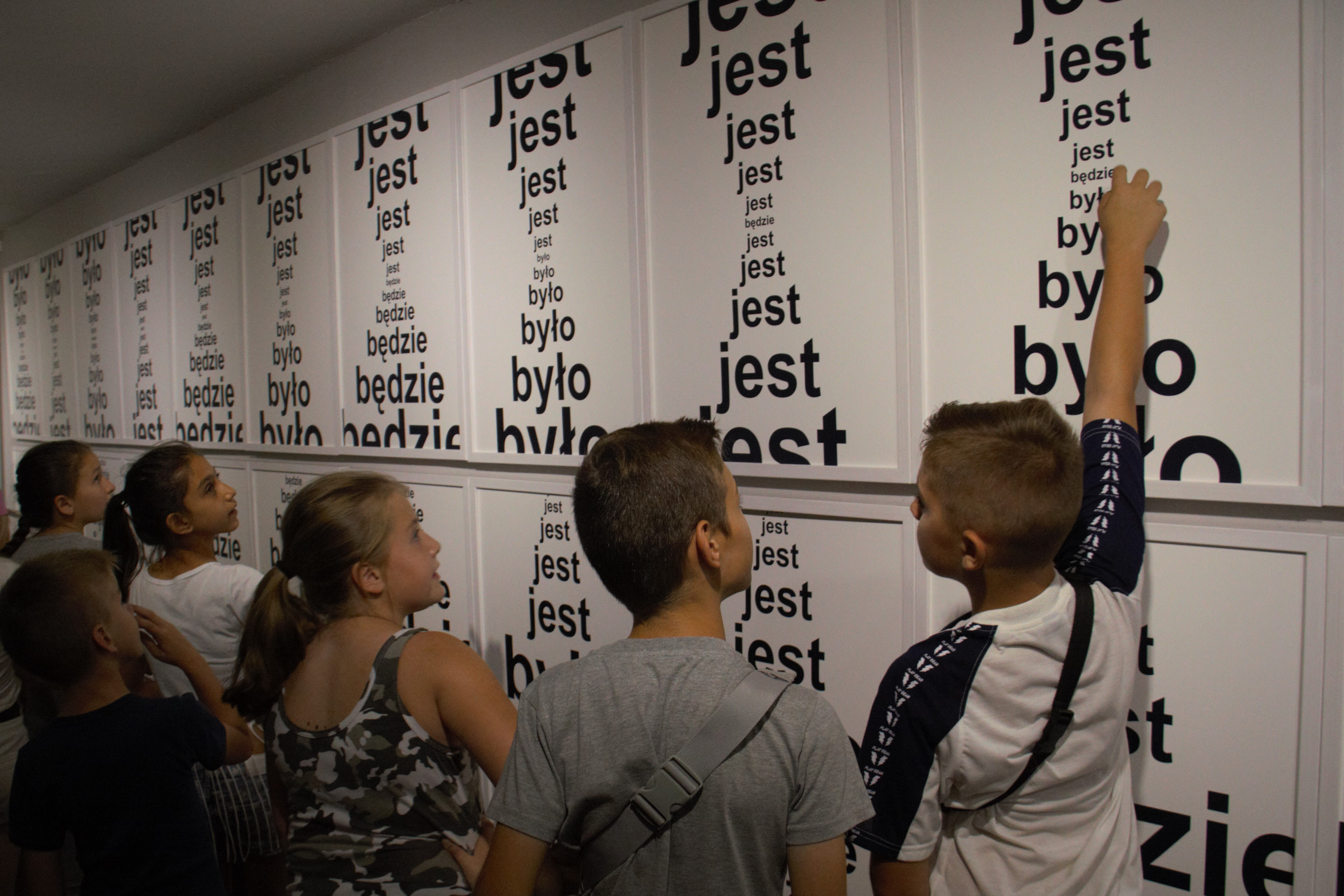
Finał projektu „La Muz – Latające Muzeum Współczesne”, wrzesień 2016

MWW prowadzi regularny program debat, wykładów, konferencji naukowych, projekcji filmowych oraz interdyscyplinarnych projektów społecznych. Wszystkie te działania koncentrują się wokół tematów z szeroko rozumianej humanistyki i kultury współczesnej. Podczas cotygodniowych spotkań publiczność ma okazję wysłuchać i porozmawiać ze specjalistami różnych dziedzin – socjologii, historii sztuki, antropologii, architektury, studiów gender i queer, kultury popularnej. Muzeum również samodzielnie realizuje projekty naukowe mierzące się z problemami współczesności. Jak mówił Bartek Lis, kurator programu naukowego instytucji:
Jesteśmy grupą ludzi w ruchu, która chce zrozumieć współczesność, "sfotografować", na chwilę zatrzymać, przyjrzeć się jej, pogadać o niej, a potem pobiec dalej, bo zawsze pytać jest ciekawiej niż znać wszystkie odpowiedzi (...). Chcemy wierzyć, że praca, którą wykonujemy w Muzeum Współczesnym, przyczynia się do lepszego rozumienia świata w jego zmieniającym się tempie.

### Działalność edukacyjna
Muzeum prowadzi program zajęć edukacyjnych, zarówno dla przedszkoli, szkół podstawowych i ponadpodstawowych, rodzin z dziećmi, seniorów, czy osób z niepełnosprawnością. Program stworzony został przez Magdalenę Skowrońską i Patrycję Mastej, będąc kontynuacją i rozwinięciem działań Dolnośląskiego Towarzystwa Zachęty Sztuk Pięknych organizowanych w Muzeum Architektury. Oparto go zarówno na wytycznych Ministerstwa Edukacji Narodowej, jak i autorskich rozwiązaniach, takich jak ćwiczenia manualno-ruchowe czy instalacje interaktywne. Prowadzone warsztaty, zwłaszcza dla młodzieży szkolnej, skupiają się głównie na twórczym rozwiązywaniu problemów, myśleniu wzrokowym czy wyrażaniu własnej opinii
Zajęcia odbywają się w przestrzeni wystaw lub w Beautiful Tube, pomieszczeniu edukacyjnym projektu Sabiny Lang i Daniela Baumanna. Część repertuaru warsztatów zmienia się w zależności od ekspozycji, zaś oferta stała obejmuje m.in.:
- Niedzielne Warsztaty Rodzinne: Inspiracją dla działań plastycznych są dzieła prezentowane w czasie aktualnych wystaw. Każdy temat jest inny i unikatowy. Podczas warsztatów dzieci zwiedzają ekspozycję oraz wykonują własne autorskie, artystyczne realizacje.
- Bliżej Sztuki: Aktywne zwiedzanie dla grup seniorów pozwala uczestnikom zgłębić wiedzę na temat sztuki współczesnej. Spacer po ekspozycjach kończą rozmowy w kawiarni na dachu Muzeum.
- Rozrusznik bez barier: Zajęcia skierowane są do osób z niepełnosprawnością intelektualną w każdym wieku, zwłaszcza dla zorganizowanych grup szkolnych i pacjentów ośrodków terapeutycznych. Każdy warsztat poświęcony jest innemu dziełu sztuki. Po przeprowadzeniu jego analizy, uczestnicy przystępują do własnego działania plastycznego. Kreują dzieło mimetyczne, aby przejść proces tworzenia zbliżony do tego, który przechodzi autor dzieła[25].
- Najmłodsi w muzeum? Jak najbardziej!: Cykl warsztatów dla przedszkolaków, są przygotowywane m.in. na podstawie interaktywnej wystawy Samoobsługowe Muzeum. Cyklicznie wystawa zmienia swoją tematykę, dając najmłodszym szansę na nowo odkrywać właściwości kształtów i barw.
- Cykl warsztatów sensualnych: Zajęcia skierowane są do osób dorosłych, zarówno widzących, jak i niewidzących. Audialna podróż po wystawie wzbogacona zostaje plastycznymi elementami, które umożliwiają niewidomym wyobrazić sobie omawiane dzieło sztuki, a widzącym pobudzić nieznane im dotąd możliwości percepcyjne[26].

### Działania społeczne
W Muzeum odbywa się także cykl debat i spotkań zapoczątkowanych przez Bartka Lisa, prowadzonych przeważnie w formule nieodpłatnego wykładu otwartego i późniejszej dyskusji. W ciągu pierwszych dwóch lat istnienia muzeum, odbyło się w nim ponad 100 wydarzeń o profilu społecznym, w których uczestniczyło ponad trzy tysiące osób. Poza tematami stricte artystycznymi, pojawiają się także historyczne, kulturowe czy społeczne, lub ogólnie z zakresu humanistyki zajmującej się problemami współczesności. Dużą popularnością cieszy się tematyka miejska, dotycząca bezpośrednio Wrocławia, socjologii codzienności, architektury, urbanistyki i ruchów miejskich, a także ruchów genderowych, czy spotkań z autorami książek.
Wśród ważniejszych wydarzeń wymienić należy cykl Bez(do)Mnie, mający inkluzjonistyczny charakter, tworzony razem z podopiecznymi schroniska prowadzonego przez Towarzystwo św. Brata Alberta i skupiony na problemie bezdomności. Problem odbioru dzieł sztuki przez osoby niewidome poruszony został w warsztatach skupionych wokół tzw. rzeźb sensualnych artysty Pawła Althamera. Przykładem architektury czy dizajnu społecznie zaangażowanych były instalacje powstałe z butelek plastikowych – DEVEBERE, proj. Macieja Siudy i Rodrigo Garcia Gonzaleza, które wystawione były później w polskim pawilonie na weneckim biennale architektury w 2012 roku.

Podobną problematyką zajmowano się także na warsztatach Sensualny Szczepin. Muzeum wielokrotnie swoimi działaniami otwierało się na dzielnicę, w której znajduje się jego siedziba, m.in. organizując badania społeczne. Jak twierdził Bartek Lis:
"Semantyzujemy" okolicę, albo prościej: staramy się, by Szczepin z "nie-miejsca", miejsca w przejściu/przelocie, stał się przestrzenią znarratywizowaną, opowiedzianą, o znanej treści tak dla jego mieszkańców, jak i pozostałych wrocławian.
Muzeum patronowało także spółdzielni socjalnej PANATO, m.in. udostępniając jej swoje pomieszczenia.
Tematyka genderowa poruszona została przy takich projektach jak Miasto Kobiet, mającym stworzyć queerowy i feministyczny przewodnik po Wrocławiu przy współpracy z Agnieszką Kłos, czy w cyklu Rozmów o braku, przeprowadzonym m.in. z aktywistą LGBT Krzysztofem Tomasikiem.

## Dyrektorzy Muzeum Współczesnego Wrocław
Dyrektorzy:

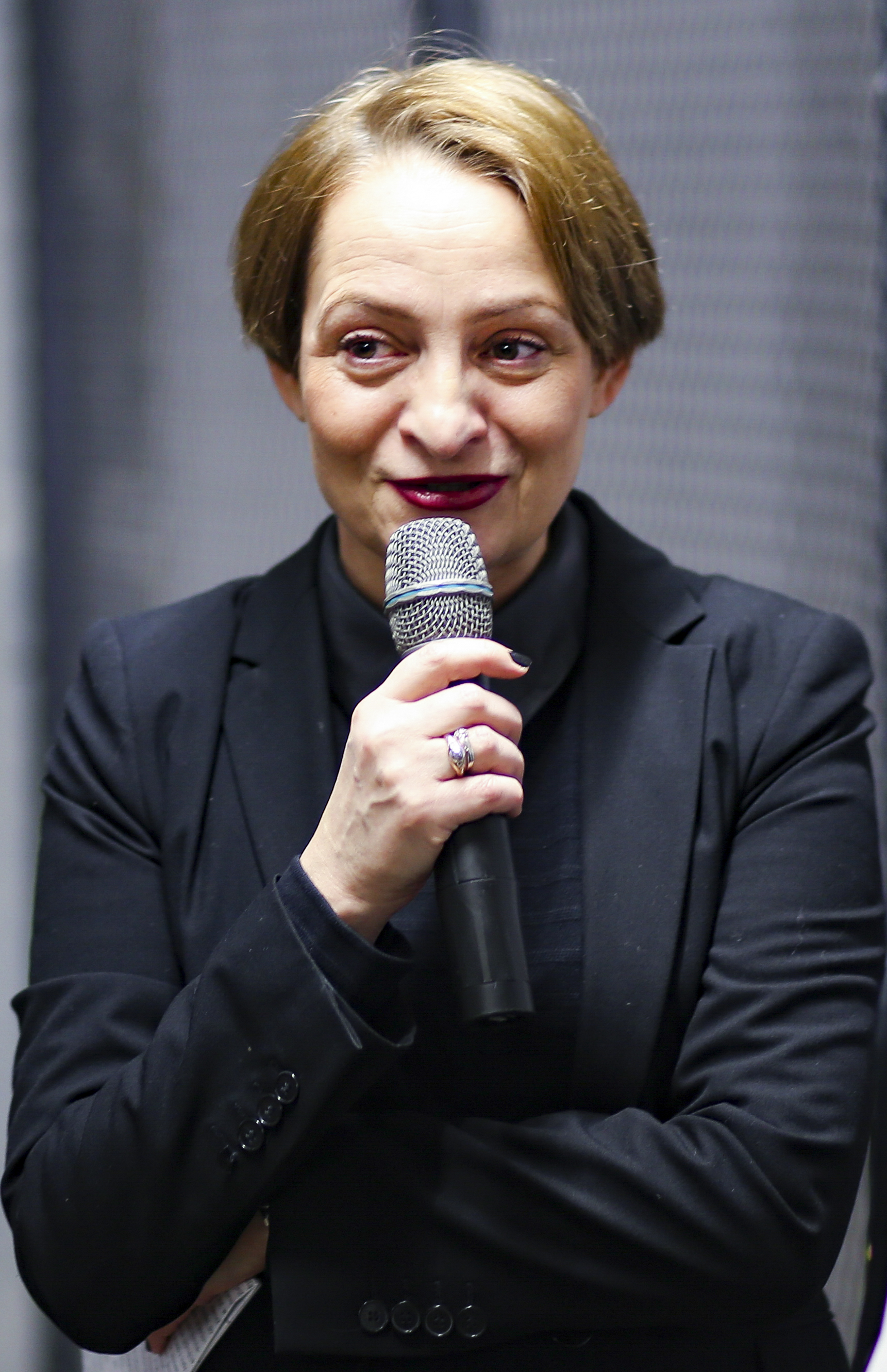
Dorota Monkiewicz

- Dorota Monkiewicz (2011–2016)[15]. Pierwsza dyrektorka Muzeum Współczesnego Wrocław w latach 2011−2016. Krytyczka sztuki i kuratorka. Jako badaczka specjalizuje się zwłaszcza w sztuce feministycznej, krytycznej i konceptualnej. Autorka ponad 100 publikacji dotyczących sztuki współczesnej. W MWW kuratorka wystaw: „Maks Cieślak. Sztuka to zakazanego owocu marmelada”; „Paweł Althamer. Polietylen. W ciemności”; “Stanisław Dróżdż. Pomysły”; „Dzikie pola. Historia awangardowego Wrocławia”; „Marlena Kudlicka. Kontrola jakości i weryfikacja standardu. Rzeźba”; „Konstruktywizm to problem, a nie estetyka. Zbigniew Geppert (1934–1982)”.
- Andrzej Jarosz (2 stycznia 2017[33] – 10 grudnia 2019)[34]. Na stanowisku dyrektora od 2 stycznia 2017 do śmierci 10 grudnia 2019 roku[35]. W latach 2001–2003 pracował we wrocławskim BWA. Od 2003 do 2019 roku adiunkt w Instytucie Historii Sztuki Uniwersytetu Wrocławskiego, a w latach 2006–2019 redaktor naczelny serii wydawniczej „Wrocławskie Środowisko Artystyczne” (wyd. przez Akademię Sztuk Pięknych im. Eugeniusza Gepperta we Wrocławiu). Członek Dolnośląskiego Towarzystwa Zachęty Sztuk Pięknych i Stowarzyszenia Historyków Sztuki. Jego zainteresowania badawcze koncentrowały się na sztuce współczesnej, malarstwie wrocławskim po 1945 roku i sztuce polskiego modernizmu. W MWW kurator wystaw: „Magdalena Kotkowska. Nic w zamian”; „Ja i moja sztuka to sztuka. Alfons Mazurkiewicz – malarz i nauczyciel”.
- Piotr Lisowski (16 stycznia 2020–15 stycznia 2021)[36]. Absolwent historii sztuki i kultury na Wydziale Nauk Historycznych Uniwersytetu Mikołaja Kopernika w Toruniu oraz podyplomowych Muzealniczych Studiów Kuratorskich w zakresie sztuki współczesnej na Uniwersytecie Jagiellońskim w Krakowie. W latach 2007–2016 pracował w Centrum Sztuki Współczesnej w Toruniu, gdzie był opiekunem kolekcji „Znaki czasu”. W Muzeum Współczesnym Wrocław pracuje od grudnia 2016 r. na stanowisku adiunkta – kuratora wystaw, gdzie m.in. przygotował wystawy: „Prywatne Mitologie. Urodziny Marty”; „Stanisław Dróżdż. Poezja konkretna”; „Marcin Dudek. The Crowd Man”; „Piotr Bujak. Red is Bad”; „Szczurołap”; „Czarna wiosna. Wokół wrocławskiej niezależnej sceny muzycznej lat 80” (wraz z Pawłem Piotrowiczem); Archiwum Jerzego Ludwińskiego[37].
- Sylwia Świsłocka-Karwot (od 16 stycznia 2021)[38]. Absolwentka Uniwersytetu Wrocławskiego (1999, magister historii sztuki; 2004 doktor nauk humanistycznych). Od 2008 roku zatrudniona na stanowisku adiunkta w Zakładzie Historii Sztuki Nowoczesnej w Instytucie Historii Sztuki Uniwersytetu Wrocławskiego. Od początku związana z Dolnośląskim Towarzystwem Zachęty Sztuk Pięknych, najpierw jako koordynatorka projektów: Tworzenie regionalnej kolekcji sztuki współczesnej w ramach Narodowego Programu Kultury Znaki Czasu; Organizowanie działalności wystawienniczej i wspieranie kampanii promujących kulturę i sztukę najnowszą w Polsce i na świecie; czy Warsztat sztuki. Edukacja kulturalna. Od 2008 roku współtworzyła zarząd, a przez ponad dwa lata pełniła funkcję prezesa Stowarzyszenia. Jest autorką kilkudziesięciu publikacji na temat sztuki współczesnej, w tym obszernej monografii pt. „Sztuka we Wrocławiu w latach 1945–1970. Artyści, dzieła, krytycy” (wyd. Via Nova, 2016). Jest członkinią Rady Akademii Sztuk Pięknych im. Eugeniusza Gepperta we Wrocławiu oraz nowo powołanej Wrocławskiej Rady Kultury przy Prezydencie Wrocławia.

## Siedziba

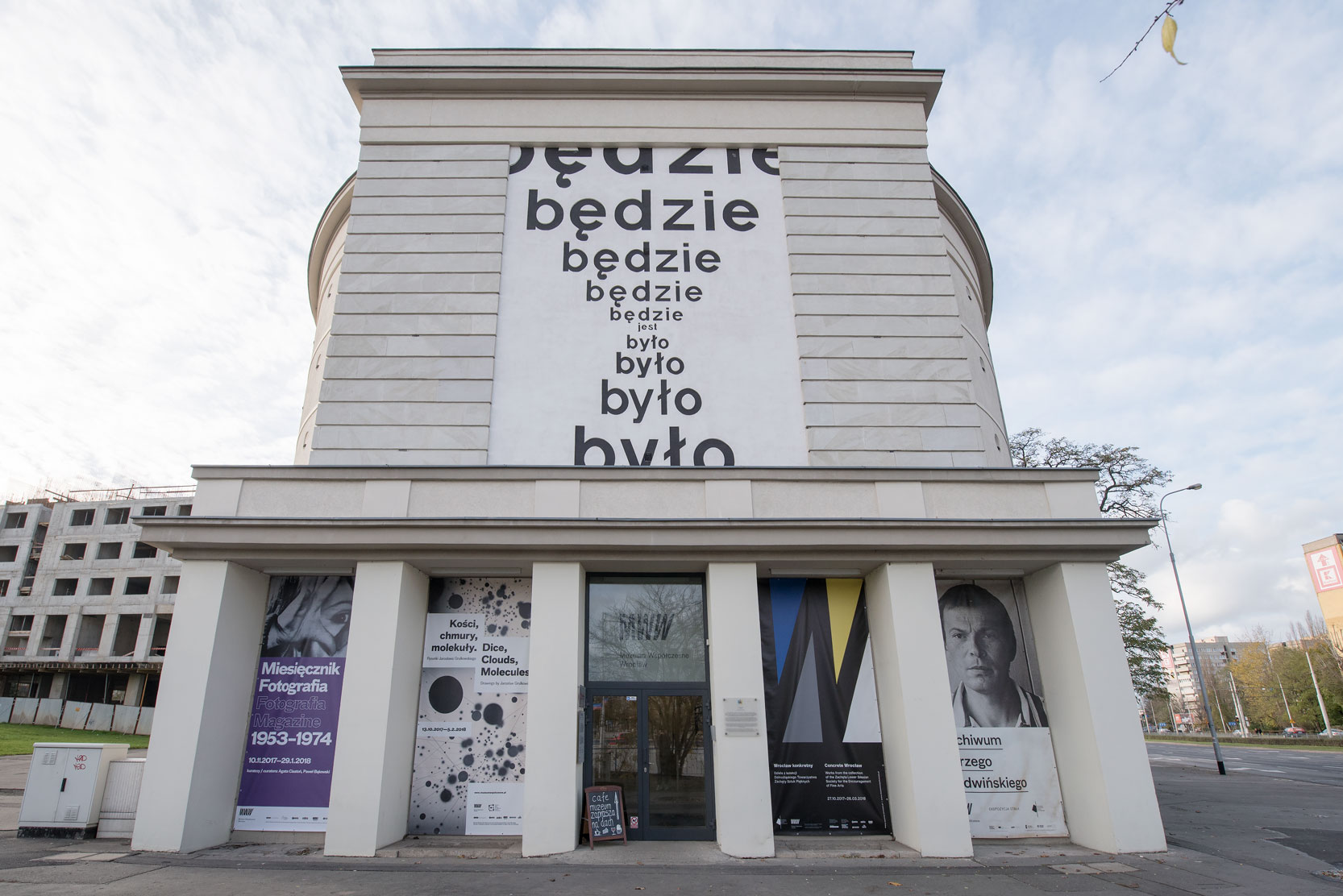
Portyk z wejściem do budynku, nad nim praca Klepsydra Stanisława Dróżdża

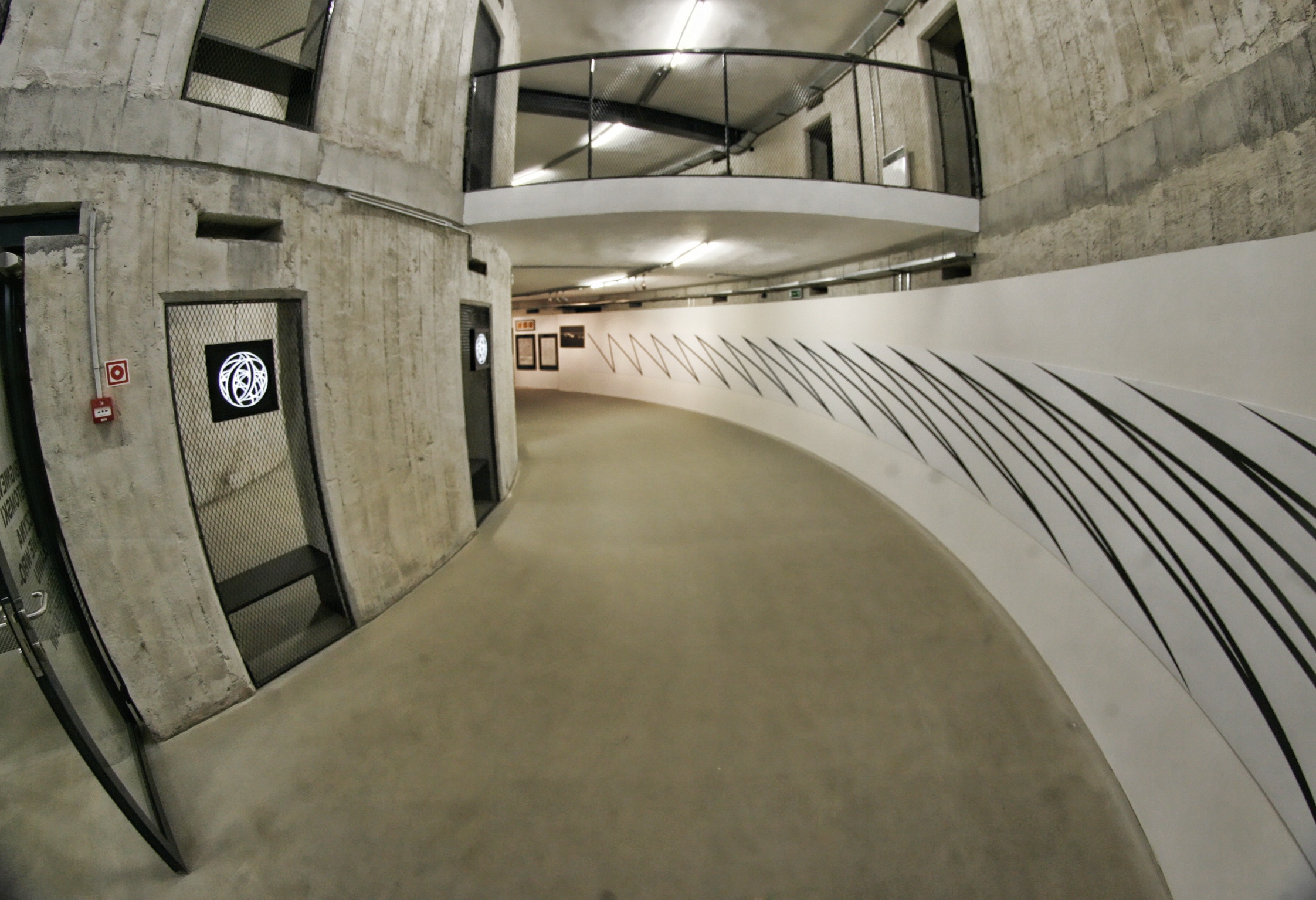
Wnętrze Muzeum, fragment wystawy Zbigniewa Gostomskiego Zaczyna się we Wrocławiu, 2011

Schron przy placu Strzegomskim początkowo miał być tymczasową siedzibą Muzeum. Jest największym z pięciu powstałych w latach 40. w Breslau naziemnych schronów przeciwlotniczych zaprojektowanych przez Richarda Konwiarza – niemieckiego architekta, autora projektu m.in. Stadionu Olimpijskiego. To sześciokondygnacyjny budynek o konstrukcji żelbetowej, ściany zewnętrzne obiektu mają ponad metr grubości, a strop półtora metra. Schrony niemieckiego architekta nawiązywały do stylu imperialnego i do architektury napoleońskiej, prawdopodobnie celowo, by nie zdradzać swojej funkcji.

### Historia schronu
W czasie oblężenia Wrocławia mieścił się w nim szpital polowy, który mógł pomieścić ponad tysiąc rannych. O bunkier toczyły się zaciekłe walki między hitlerowcami a armią radziecką: saperzy wybijali młotami pneumatycznymi otwory strzelnicze, obie strony detonowały część ścian doprowadzając do pożaru. Mimo to schron przetrwał oblężenie w stosunkowo dobrym stanie. Po wojnie pełnił funkcję magazynu. Po 1989 roku w budynku schronu i przyległym parterowym budynku mieściły się magazyny i sklepy usługowe, zaś na szczycie schronu zainstalowano neon z logo Coca-Coli.
W 2009 roku odnowiono elewację schronu według projektu pracowni Romana Rutkowskiego a na fasadzie budynku zrealizowano mural przedstawiający pracę artysty i poety konkretnego Stanisława Dróżdża pt. Klepsydra z 1967 roku.

W 2011 roku nastąpiło otwarcie MWW. Założycielka instytucji, Dorota Monkiewicz, początkowo w ogóle nie widziała dla niej miejsca w schronie. Zaproponowano go jako tymczasową siedzibę muzeum. Jak wspomina:
Na początku byłam przerażona – budynek okrągły, piętra niskie, daleko od centrum. 
Ze względu na specyfikę schronu obawiano się dwóch rzeczy, wywołania u publiczności uczucia klaustrofobii i niskiej frekwencji z powodu stosunkowo dużej, jak na instytucję kultury, odległości od centrum miasta. Ostatecznie jednak do koncepcji stałej siedziby przekonali Dorotę Monkiewicz: Piotr Krajewski, współzałożyciel Centrum Sztuki Wro, i krytyczka sztuki Aneta Szyłak. Doceniono surowość betonowych ścian i możliwości, jakie dają jako tło dla dzieł sztuki współczesnej. Budynek porównywano także do różnych instytucji kultury mieszczących się w przestrzeniach postindustrialnych.
Tym samym MWW pozostaje jedynym muzeum w Polsce mieszczącym się w schronie, a także jednym z nielicznych tego typu w Europie, obok Kunsthalle mieszczącej się w bunkrze przy stacji kolejowej w Recklinghausen, oraz galerii Bunkier w Berlinie. należącej do kolekcjonera sztuki, Christiana Borosa, a usytuowanej w schronie z czasów II wojny światowej.

### Adaptacja na muzeum
Adaptację obiektu na tymczasową siedzibę MWW w 2011 roku przeprowadziły dwa zespoły architektów z pracowni: CH+ Architekci i VROA Architekcim.in. Marta Mnich, Paweł Chaszczewicz, Grzegorz Kaczmarowski.
Konieczne było wyburzenie ścian działowych i stropów międzykondygnacyjnych, aby przystosować budynek do celów ekspozycyjnych i maksymalnie otworzyć zaginającą się przestrzeń. Skuto zastany tynk, odsłaniając surowy beton z widocznymi strukturami, podkreślając go odkrytymi detalami takimi jak otworowania, ślady po młotach i wiertłach. Nowymi elementami przebudowy były działowe ścianki ceglane, pomalowane, by odróżnić się od zastanej konstrukcji, a także kratownice otwierające wnętrze schronu w pionie, będące pozostałością po wtórnym szybie towarowym. W środkowym pierścieniu wstawiono szyb windowy. Postindustrialnego charakteru dopełniły instalacje prowadzone natynkowo i bez obudów. Okrągły rzut schronu wymusił wykonanie oryginalnych mebli, specjalnie wykrzywionych ław i lad. Całkowita powierzchnia wystawowa wyniosła 3500 m².
Na dachu obiektu powstał taras i cylindryczny przeszklony pawilon z panoramicznym widokiem na okolicę, mocno kontrastujący z betonowym i klaustrofobicznym wnętrzem pozostałej części budynku. Mieści się w nim kawiarnia Cafe Muzeum. W okresie letnim taras wykorzystywany jest do działalności społecznej: organizowane są na nim projekcie filmowe lub wydarzenia dla seniorów, np. „potańcówki międzypokoleniowe”.
SARP przyznało wyróżnienie Nagrody Roku 2011 za przebudowę obiektu schronu przeciwlotniczego na siedzibę Muzeum Współczesnego Wrocław, pisząc w uzasadnieniu, że wprowadzenie przestrzeni dla sztuki do przestrzeni militarnej jest „wspaniałą metaforą misji współczesnej architektury”.

### Beautiful Tube

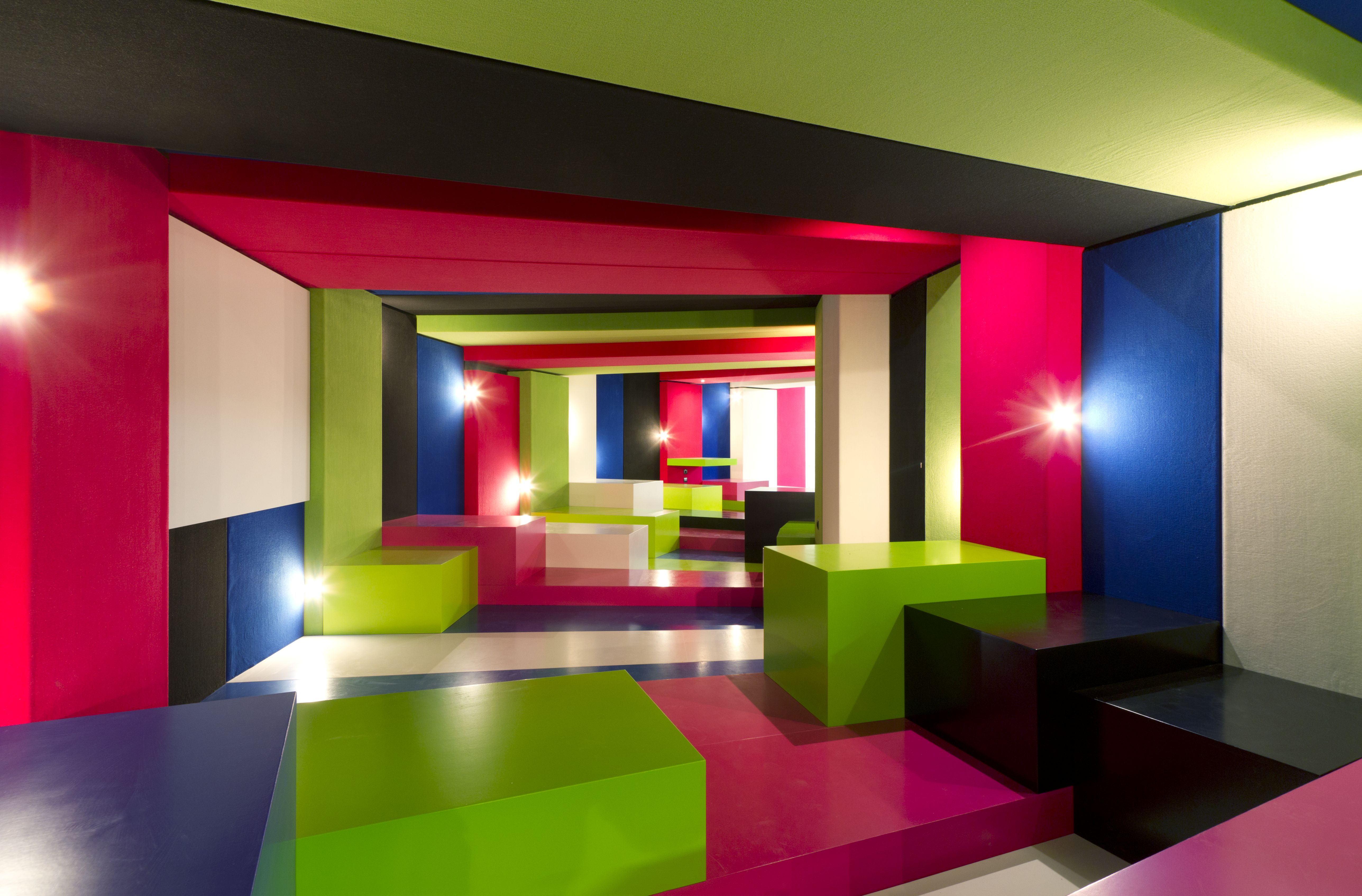
Beautiful Tube proj. Sabiny Lang i Daniela Baumanna

W przestrzeni 1. piętra powstała Beautiful Tube – designerska realizacja szwajcarskich artystów Sabiny Lang i Daniela Baumanna, duetu L/B. Projekt został pomyślany jako przestrzeń kontrastująca z pozostałymi pomieszczeniami Muzeum, nie tylko w sensie estetycznym, ale także akustycznym. W monumentalną, surową artykulację betonowych ścian środkowego pierścienia schronu wbudowano konstrukcję zacieśniająca tę przestrzeń w miękkim pokrowcu z wielokolorowego dywanu. Kolorystyka została zdominowana przez jaskrawe, podstawowe barwy RGB oraz czerń i biel. Przestrzeń domyślnie służy odpoczynkowi, jest także miejscem, w którym odbywają się konferencje, debaty, warsztaty edukacyjne i artystyczne.

### Niezrealizowany projekt

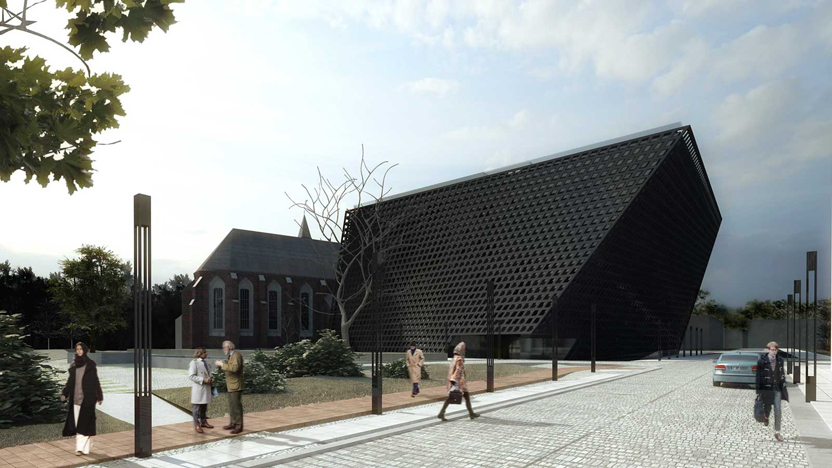
Wizualizacja niezrealizowanego gmachu MWW przy ul. Purkyniego, proj. Mirosława Nizio

Nowy gmach MWW miał docelowo powstać do 2016 roku, z okazji Europejskiej Stolicy Kultury Wrocław 2016. W 2008 roku rozpisano międzynarodowy konkurs na jego projekt. Muzeum miało stanąć przy ul. Purkyniego, na skraju Parku Słowackiego, między Muzeum Architektury a Muzeum Narodowym, dopełniając swoistą „dzielnicę muzealną” Wrocławia i posiadać 4500 m² przestrzeni ekspozycyjnej. Autorem zwycięskiej koncepcji został warszawski architekt Mirosław Nizio. Budynek zaprojektowano jako minimalistyczną bryłę z czarnego kamienia z górnymi piętrami przesuniętymi względem osi wewnętrznej, oraz z elewacją w formie kratownicy. Jej ciemne kolory miały kontrastować z białym wnętrzem. Jak twierdził Nizio:
Projekt Muzeum Współczesnego Wrocław ma dla mnie znaczenie szczególne. Powstał przecież dla miasta słynącego z budowli modernistycznych, w bezpośrednim sąsiedztwie gotyckiego kościoła. Postępując zgodnie ze słynną dewizą modernizmu ”forma podąża za funkcją", skomponowaliśmy minimalistyczną bryłę z czarnego kamienia, będącą pochodną przestrzeni służącej wystawom oraz magazynom zbiorów.
Według Doroty Monkiewicz, projekt muzeum pomyślany został jako antyteza stojącej obok Panoramy Racławickiej – oba budynki byłyby betonowe, jednak przekrzywiony sześcian MWW mocno kontrastowałby z rotundą panoramy. Pomimo prężnego rozwoju Muzeum i rosnącej publiczności, wobec których siedziba w dawnym schronie zaczęła być ograniczeniem, początkowe plany ukończenia budowy nowego budynku do 2016 roku skorygowano, przenosząc jej finansowanie na lata 2019–2020. Przedłużająca się kwestia powstania obiektu powracała w dyskusji publicznej i budziła kontrowersje w środowisku artystycznym. Sceptycy realizacji wyrażali zaniepokojenie, by muzeum nie stało się inwestycją porównywalną do Stadionu Wrocław, kosztowną lecz niewykorzystującą swojego potencjału. Joanna Mytkowska, dyrektorka Muzeum Sztuki Nowoczesnej w Warszawie, przyrównała obie instytucje, jako historie dwóch muzeów sztuki nowoczesnej, które nie mogą doczekać się swojej siedziby. Wielu artystów popierało jak najszybszą realizację nowego obiektu, m.in. wrocławski malarz Witold Liszkowski czy satyryk i samorządowiec Jerzy Skoczylas, mówiąc:
Sytuacja jest taka, że we Wrocławiu nie ma gdzie sztuki pokazać, więc trzeba o niej rozmawiać. Budowa muzeum to dla Wrocławia sprawa fundamentalna i byłoby samobójstwem, gdybyśmy głosowali przeciwko tej inwestycji.
Ostatecznie na miejscu planowanego obiektu powstał Skwer Wrocławianek, który otwarto we wrześniu 2020 roku.

## Wystawy

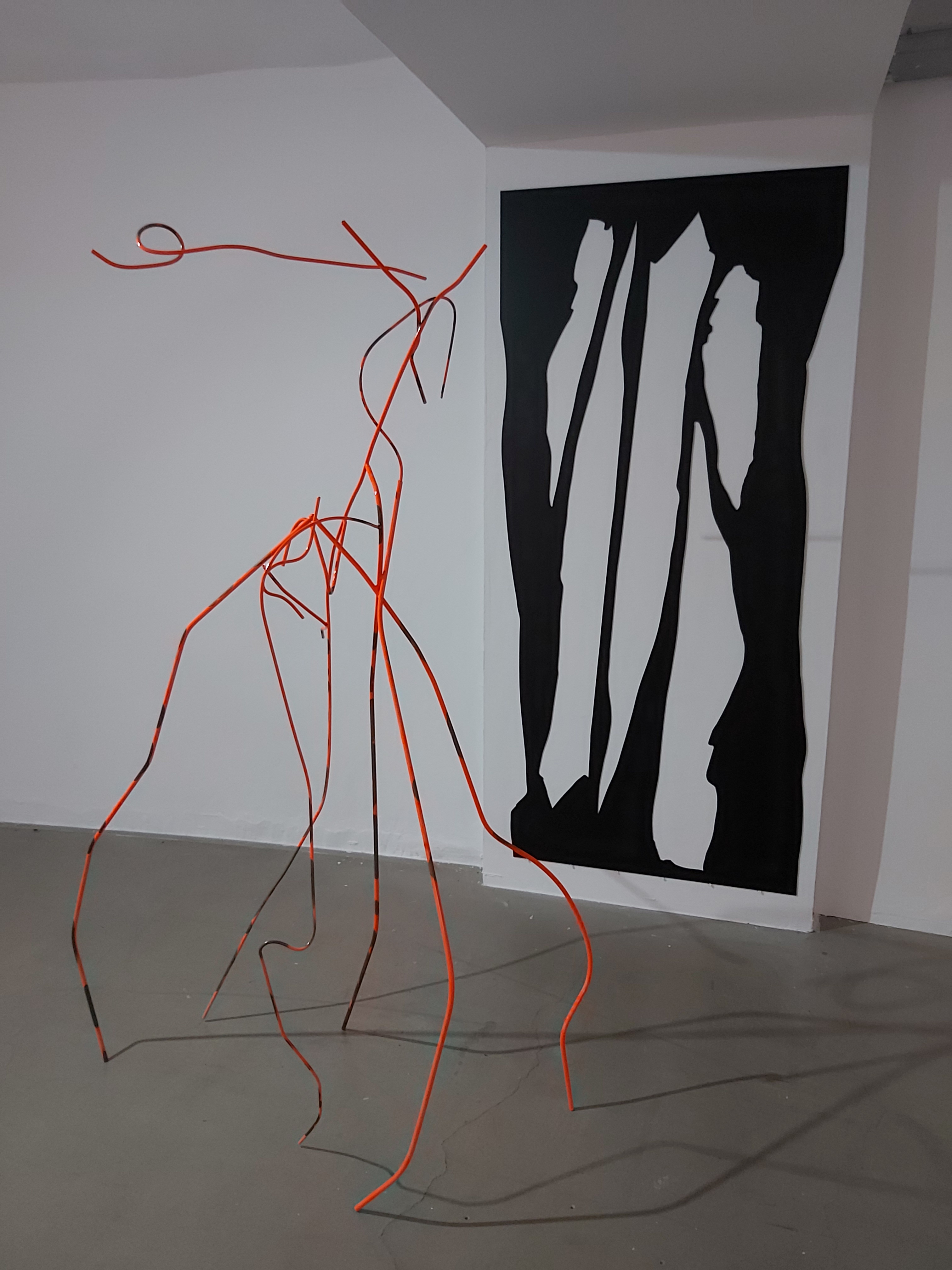
Fragment wystawy Red Giant proj. Zuzy Golińskiej w 2020 roku

MWW prowadzi aktywnie działalność wystawienniczą. Instytucja oferuje wystawy czasowe oraz dwie wystawy stałe. Wystawy czasowe są prezentowane na poziomach 3 i 4, gdzie znajdują się największe przestrzenie wystawiennicze oraz na poziomach 0 i 5, gdzie prezentowane są mniejsze projekty.
Większości wystaw w Muzeum towarzyszą katalogi lub inne publikacje. Sprzedaż publikacji wydanych nakładem MWW, a także innych wydawnictw jest prowadzona w kasie muzeum.
Muzeum corocznie gości w swoich przestrzeniach ekspozycyjnych od kilkunastu do kilkudziesięciu wystawy, co czyni je z jedną najaktywniejszych galerii sztuki miasta. Wielkim impulsem działalności wystawienniczej było obchodzenie Europejskiej Stolicy Kultury Wrocław 2016. Niektóre z wystaw odbiły się szerokim echem w środowisku artystycznym nie tylko Wrocławia, ale i Polski oraz zdobyły rozgłos za granicą.

### Niemcy nie przyszli (19.12.2014–23.02.2015)
Tytuł wystawy „Niemcy nie przyszli” – odnosi się w przewrotny sposób do rozpowszechnionej wśród mieszkańców Wrocławia (jeszcze długo po wojnie) obawy o powrót do miasta Niemców i bezpośrednie tego następstwa – utratę majątku, przestrzeni życiowej, kolejne przesiedlenie. Nawiązuje także bezpośrednio do pracy znanego wrocławskiego artysty, Jerzego Kosałki, pt. „Demontaż”, z cyklu „Niemcy już przyszli”. Wystawa, zbudowana wokół pojęć takich jak: pustka, wymazywanie, pamięć, obecność/nieobecność, zapraszała zwiedzającego do spojrzenia na miasto z innej perspektywy, nie tylko wskazywała nowe tropy, ale też skłaniała odbiorcę do odszukania oraz podjęcia próby własnej interpretacji śladów przeszłości, z których większość na co dzień mijamy bezwiednie, w ogóle ich nie zauważając.

### Dzikie pola. Historia awangardowego Wrocławia (19.06–13.09.2015)
Wystawa odbyła się Zachęcie – Narodowej Galerii Sztuki w Warszawie, gdyż tymczasowy budynek muzeum nie miał wystarczających możliwości ekspozycyjnych.
Wystawa prezentowała dzieła sztuki, filmy, fotografie i obiekty oraz rejestracje dźwiękowe – blisko pięćset obiektów z zakresu sztuk wizualnych, architektury, urbanistyki, teatru, filmu, dizajnu oraz życia codziennego we Wrocławiu od lat sześćdziesiątych, kiedy zaczęli tu działać dwaj wielcy wizjonerzy: Jerzy Grotowski i Jerzy Ludwiński, aż po współczesność. Wystawa nie była jednak opowieścią o sztuce Wrocławia, lecz historią tego szczególnego miasta, widzianą przez pryzmat powstającej w nim sztuki.
Wystawa została przygotowana przez Muzeum Współczesne Wrocław w ramach programu Europejskiej Stolicy Kultury Wrocław 2016. Pokaz premierowy miał miejsce w Zachęcie – Narodowej Galerii Sztuki w Warszawie (18.06–13.09.2015). Wystawa podróżowała następnie do: K13 – Centrum Kultury w Koszycach (6.10–15.11.2015); Kunstmuseum Bochum (5.03.16–8.05.2016); Muzeum Sztuki Współczesnej w Zagrzebiu (16.06–15.08.2016) i Ludwig Múzeum – Muzeum Sztuki Współczesnej w Budapeszcie (30.09–27.11.2016).

### Stosunki pracy. Z międzynarodowej kolekcji sztuki współczesnej MWW (10.06.2016–27.03.2017)

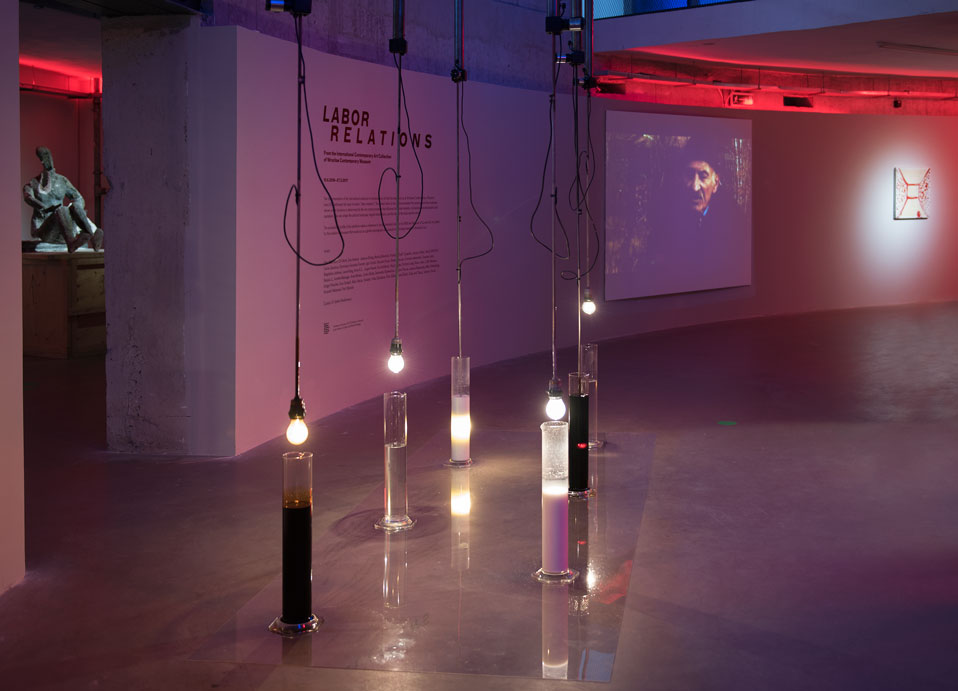
„Stosunki pracy”, fot. Małgorzata Kujda, 2016

Wystawa powstała dzięki programowi „Narodowe Kolekcje Sztuki Współczesnej” Ministra Kultury i Dziedzictwa Narodowego oraz przy wsparciu finansowym Gminy Wrocław. Wystawa była premierową prezentacją zbiorów MWW gromadzącą dzieła artystów z Polski i z zagranicy. „Stosunki pracy” to termin określający relacje pomiędzy pracodawcą a pracownikiem, których dynamika jest zdeterminowana przez te same procesy, które formują globalny rynek: kolonializm, uprzemysłowienie i kapitalizm. Kształtują one także krajobraz polityczny, kierunki migracji, kondycję ciał i umysłów. Społeczno-polityczny profil wystawy nawiązywał do idei Jerzego Ludwińskiego, który w swoim tekście Muzeum Sztuki Aktualnej z 1966 roku zaproponował stworzenie muzeum będącego czułym sejsmografem i katalizatorem zmian w polu sztuki. Pole to widział jako przynależące do otaczającego je świata, w tym przemysłu ciężkiego, który patronował wielu sympozjom i wystawom.